# Joan Ryan

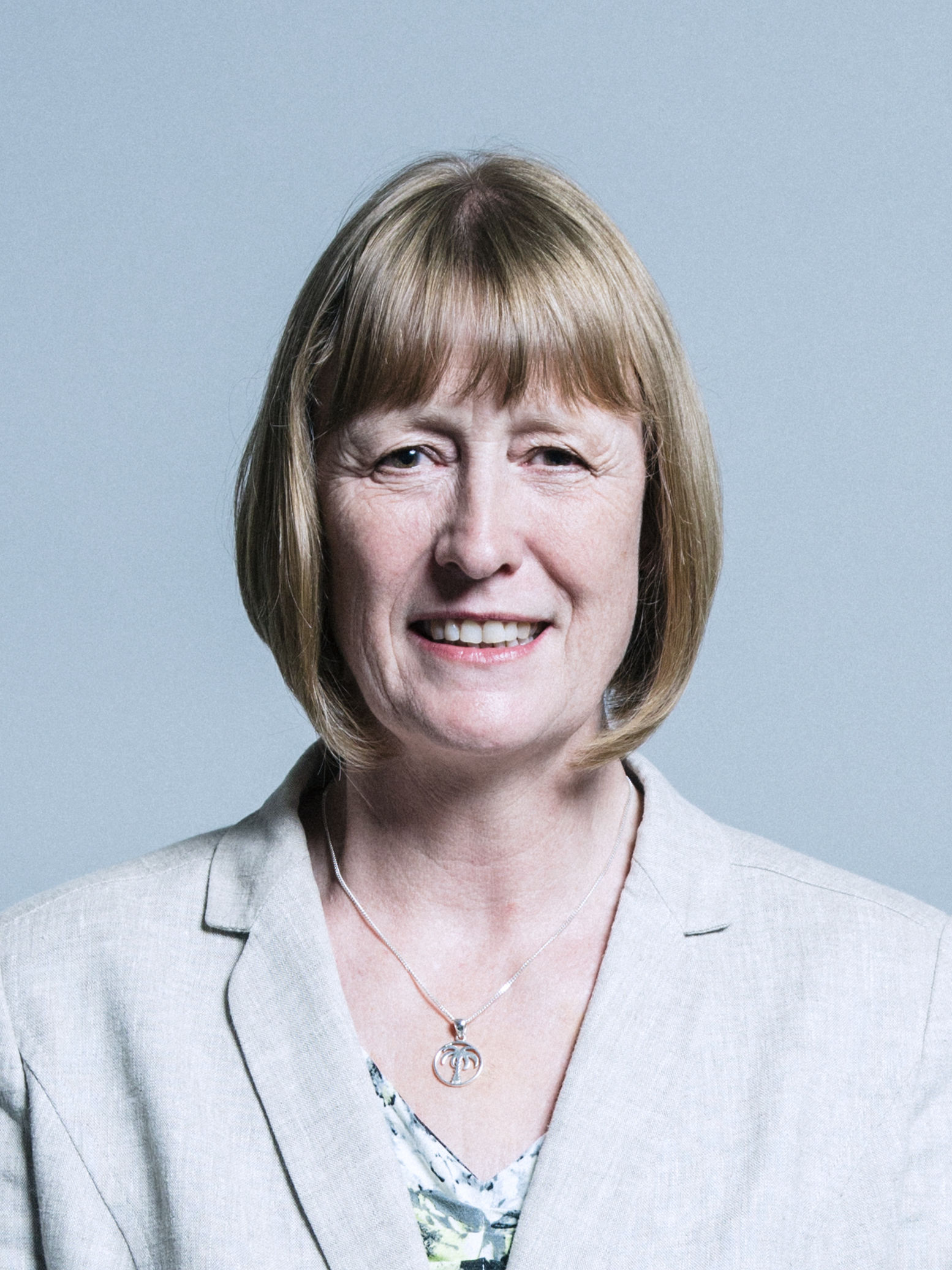
Joan Ryan (2017)

Joan Marie Ryan (* 8. September 1955  in Warrington, England) ist eine Politikerin. Sie ist Abgeordnete im britischen Unterhaus für den Nordteil von Enfield.
Ryan hat Soziologie studiert und begann ihr Berufsleben als Lehrerin.
1997 zog Ryan erstmals für Labour im Wahlkreis Enfield North in das britische Unterhaus ein. 2010 verlor sie diesen Sitz und sie wiedererlangte den Sitz 2015. Ryan war Vorsitzende der Labour Friends of Israel.
Am 19. Februar 2019 wechselte sie zusammen mit sechs anderen Labour-Abgeordneten zu The Independent Group. Sie warf Corbyn und der „stalinistischen Clique um ihn herum“ vor, keine effektive Opposition zu betreiben sowie eine Kultur des Antisemitismus und der Israelfeindlichkeit in der Partei zu fördern.